# Campeonato de Guayaquil
El Campeonato de Guayaquil, también conocido como Torneo Profesional de Fútbol División de Honor, fue el primer campeonato oficial y profesional del fútbol guayaquileño y ecuatoriano. Fue organizado y auspiciado por la Asociación de Fútbol del Guayas. Este torneo marca el comienzo de la era conocida como profesionalismo, dando fin a la era amateur y reemplazando al antiguo Campeonato Amateur de Guayaquil.

## Historia
Todo comienza en los últimos meses de 1950 en el que el balompié local se dividió en dos grandes bandos: uno que quería la superación profesional, con Emelec, Barcelona, Norte América, Reed Club, Everest, 9 de Octubre y Huancavilca; y el otro grupo, que defendía el amateurismo encabezado, por Dantón Marriott, del Panamá. Sin embargo justo en esos momentos se produce una pugna entre la dirigencia de la Federación Deportiva del Guayas y el Club Sport Emelec, que concluye en la separación de Emelec y posteriormente como muestra de solidad se desafiliaron Barcelona, Everest, 9 de Octubre y Norteamérica, a los que al finalizar el año también se unió el Patria y otros equipos que siguieron la iniciativa de los equipos grandes de la provincia de la Federación Deportiva de Guayas (Fedeguayas), debido al abuso de poder federativo.
El 24 de noviembre de 1950, Enrique Baquerizo, presidente de Emelec, con los dirigentes de los clubes mencionados se reunieron en la sede del club azul y se separaron del ente provincial, formando así la Asociación de Fútbol del Guayas, más conocida como Aso Guayas, y el 29 del mismo mes, la Presidencia de la República publica el decreto de su vida jurídica, una vez que se aprobaron sus reglamentos y estatuto. Así la Asoguayas inicia el fútbol profesional de la provincia y de Ecuador, disputando el 2 de diciembre un torneo promocional de la Aso Guayas, siendo el primer partido profesional que registra la historia del país el del 2 de diciembre de 1950 con victoria de Emelec 2-1 sobre Nueve de Octubre, en este torneo promocional que lo gana Barcelona. Luego la Asociación de Fútbol del Guayas organiza el primer torneo profesional oficial, que se disputó a partir de 1951 y se coronó campeón el Club Sport Río Guayas.
En 1967 la Asociación Ecuatoriana de Fútbol decide que fueran eliminados los torneos locales para dar más importancia al Campeonato Ecuatoriano de Fútbol ya que anteriormente los torneos locales eran clasificatorios al torneo nacional que se jugaba en noviembre y terminaba en diciembre.

## Formato del Torneo
El formato del campeonato de cada año era variable la cantidad de equipos participantes pero siempre se contaban comúnmente con 2 etapas en la cual la primera era en partidos de ida e vuelta y en la segunda etapa a una sola vuelta, además por el torneo de 1957 e desde 1960 hasta 1967 el torneo era clasificatorio al Campeonato Ecuatoriano de Fútbol con excepción del 1964 que decidieron no jugar el torneo nacional para dar mayor prioridad al torneo local.
- En las temporadas 1951 e 1952 participaron 8 equipos a una sola rueda.
- En las temporadas 1953, 1954 e 1955 participaron 9 equipos se implementó la segunda etapa o cuadrangular final a una sola rueda a excepción de la de 1954 en la cual se tuvo que jugar un torneo de consolación
- En las temporadas 1956, 1957, 1958, 1959 participaron 7 equipos en dos ruedas además se implementó que el torneo de 1957 sería clasificatorio al Campeonato Ecuatoriano de Fútbol.
- En las temporadas 1960, 1961 y 1962 participaron 8 equipos en dos etapas y así mismo se decidió que desde el torneo de 1960 sería nuevamente clasificatorio al Campeonato Ecuatoriano de Fútbol.
- En las temporadas 1963, 1964 e 1965 participaron 6 equipos en dos ruedas siendo la de 1964 la única que se jugó una final para disputar el torneo.
- En las temporadas 1966, 1967 participaron 7 equipos a una sola rueda.

### Cuadro de honor del Campeonato de Guayaquil
| Campeonato de Guayaquil | Campeonato de Guayaquil | Campeonato de Guayaquil | Campeonato de Guayaquil | Campeonato de Guayaquil |
| Temporada               | Campeón                 | Subcampeón              | Tercero                 | Cuarto                  |
| ----------------------- | ----------------------- | ----------------------- | ----------------------- | ----------------------- |
| 1951                    | Río Guayas (1)          | Patria (1)              | Barcelona (1)           | Everest (1)             |
| 1952                    | Norte América (1)       | Patria (2)              | Everest (1)             | Barcelona (1)           |
| 1953                    | UD Valdez (1)           | Barcelona (1)           | Everest (2)             | Emelec (1)              |
| 1954                    | UD Valdez (2)           | Barcelona (2)           | Emelec (1)              | Patria (1)              |
| 1955                    | Barcelona (1)           | Emelec (1)              | Valdez (1)              | Patria (2)              |
| 1956                    | Emelec (1)              | Barcelona (3)           | UD Valdez (2)           | Patria (3)              |
| 1957                    | Emelec (2)              | Barcelona (4)           | UD Valdez (3)           | Everest (2)             |
| 1958                    | Patria (1)              | Emelec (2)              | UD Valdez (4)           | Everest (3)             |
| 1959                    | Patria (2)              | Everest (1)             | Emelec (2)              | LDU (Guayaquil) (1)     |
| 1960                    | Everest (1)             | Emelec (3)              | Barcelona (2)           | Patria (4)              |
| 1961                    | Barcelona (2)           | Emelec (4)              | Patria (1)              | Everest (4)             |
| 1962                    | Emelec (3)              | Barcelona (5)           | Everest (3)             | 9 de Octubre (1)        |
| 1963                    | Barcelona (3)           | 9 de Octubre (1)        | Emelec (3)              | Patria (5)              |
| 1964                    | Emelec (4)              | Barcelona (6)           | Everest (4)             | 9 de Octubre (2)        |
| 1965                    | Barcelona (4)           | Emelec (5)              | Patria (2)              | 9 de Octubre (3)        |
| 1966                    | Emelec (5)              | Barcelona (7)           | Español (1)             | Patria (6)              |
| 1967                    | Barcelona (5)           | Emelec (6)              | Patria (3)              | Español (1)             |

### Estadísticas por equipo
| Equipo        | Títulos | Subcampeonatos | Tercero | Temporadas campeón            | Temporadas subcampeón                     |
| ------------- | ------- | -------------- | ------- | ----------------------------- | ----------------------------------------- |
| Barcelona     | 5       | 7              | 2       | 1955, 1961, 1963, 1965, 1967. | 1953, 1954, 1956, 1957, 1962, 1964, 1966. |
| Emelec        | 5       | 6              | 3       | 1956, 1957, 1962, 1964, 1966. | 1958, 1960, 1960, 1961, 1965, 1967.       |
| Patria        | 2       | 2              | 3       | 1958, 1959.                   | 1951, 1952.                               |
| UD Valdez     | 2       |                | 4       | 1953, 1954.                   |                                           |
| Everest       | 1       | 1              | 4       | 1960.                         | 1959.                                     |
| Norte América | 1       |                |         | 1952.                         |                                           |
| Río Guayas    | 1       |                |         | 1951.                         |                                           |
| 9 de Octubre  |         | 1              | 3       |                               | 1963.                                     |
| Español       |         |                | 1       |                               |                                           |

### Clasificación histórica
La clasificación histórica de la Copa de Guayaquil es un resumen estadístico del torneo de fútbol profesional Guayaquileño, desde su creación en 1951. La tabla muestra los 15 equipos posicionados en esta competición. La puntuación se ha realizado aplicando la regla de 2 puntos por victoria y uno por empate.
| Pos  | Equipo               |   |   | PJ  | PG  | PE | PP | GF  | GC   | Dif. | Pts. | Temporadas |
| ---- | -------------------- | - | - | --- | --- | -- | -- | --- | ---- | ---- | ---- | ---------- |
| 1.°  | Barcelona            | 5 | 7 | 255 | 135 | 56 | 64 | 455 | 289  | +166 | 326  | 17         |
| 2.°  | Emelec               | 5 | 6 | 257 | 135 | 54 | 68 | 554 | 326  | +228 | 324  | 17         |
| 3.°  | 9 de Octubre         | - | 1 | 246 | 65  | 92 | 89 | 416 | 409  | +7   | 287  | 17         |
| 4.°  | Patria               | 2 | 2 | 245 | 98  | 66 | 81 | 429 | 335  | +94  | 262  | 17         |
| 5.°  | Everest              | 1 | 1 | 238 | 87  | 67 | 84 | 374 | 369  | +5   | 241  | 16         |
| 6.°  | UD Valdez            | 2 | - | 113 | 55  | 23 | 35 | 192 | 151  | -41  | 133  | 7          |
| 7.°  | Norte América        | 1 | - | 163 | 38  | 37 | 88 | 202 | 311  | -109 | 113  | 12         |
| 8.°  | Panamá S.C.          | - | - | 88  | 18  | 16 | 54 | 131 | 224  | -93  | 52   | 6          |
| 9.°  | L. D. U. (Guayaquil) | - | - | 79  | 15  | 14 | 40 | 75  | 149  | -74  | 44   | 5          |
| 10.° | Español              | - | - | 36  | 11  | 8  | 17 | 31  | 45   | -14  | 30   | 3          |
| 11.° | Ferroviarios         | - | - | 46  | 8   | 10 | 28 | 57  | 1047 | -47  | 28   | 3          |
| 12.° | Río Guayas           | 1 | - | 14  | 8   | 3  | 3  | 36  | 23   | +13  | 19   | 1          |
| 13.° | Aduana               | - | - | 28  | 3   | 10 | 15 | 20  | 48   | -28  | 16   | 2          |
| 14.° | Reed Club            | - | - | 14  | 5   | 1  | 8  | 28  | 39   | -11  | 11   | 1          |
| 15.° | Chacarita Junior     | - | - | 16  | 4   | 2  | 10 | 20  | 40   | -20  | 10   | 1          |

### Campeones consecutivos
| Equipo        | Temporadas campeón |
| Bicampeonatos | Bicampeonatos      |
| ------------- | ------------------ |
| Patria (2)    | 1958, 1959.        |
| Emelec (2)    | 1956, 1957.        |
| UD Valdez (2) | 1953, 1954.        |

### Goleadores
| Año  | Jugador                                 | Club              | Goles |
| ---- | --------------------------------------- | ----------------- | ----- |
| 1951 | Juan Deleva                             | Río Guayas        | 17    |
| 1952 | Víctor Arteaga                          | Norteamérica      | 15    |
| 1953 | Sigifredo Chuchuca                      | Barcelona         | 14    |
| 1954 | Simón Cañarte                           | Barcelona         | 13    |
| 1955 | Enrique Cantos                          | Barcelona         | 15    |
| 1956 | Carlos Alberto Raffo Sigifredo Chuchuca | Emelec Barcelona  | 11    |
| 1957 | Carlos Alberto Raffo                    | Emelec            | 14    |
| 1958 | Mario Alvarado                          | Everest           | 14    |
| 1959 | Carlos Alberto Raffo                    | Emelec            | 19    |
| 1960 | Mario Cordero                           | Barcelona         | 12    |
| 1961 | Carlos Alberto Raffo                    | Emelec            | 14    |
| 1962 | Iris López Néstor Azón                  | Barcelona Everest | 13    |
| 1963 | José Mawyin                             | Patria            | 8     |
| 1964 | Ruben Baldi Bolívar Merizalde           | Emelec            | 11    |
| 1965 | Bolívar Merizalde                       | Emelec            | 6     |
| 1966 | Félix Guerrero                          | 9 de Octubre      | 9     |
| 1967 | Félix Lasso                             | Barcelona         | 7     |

| Equipo        | Goleadores |
| ------------- | ---------- |
| Emelec        | 7          |
| Barcelona     | 6          |
| Everest       | 2          |
| 9 de Octubre  | 1          |
| Norte América | 1          |
| Río Guayas    | 1          |
| Patria        | 1          |

## Técnicos campeones
| Técnico              | Número de campeonatos |
| -------------------- | --------------------- |
| Fernando Paternoster | 3                     |
| Eduardo Spandre      | 1                     |
| Gregorio Esperón     | 1                     |
| José Vargas          | 1                     |
| Gradym               | 1                     |
| José María Rodríguez | 1                     |
| Pablo Ansaldo        | 1                     |
| Jorge Henriques      | 1                     |
| Renato Panay         | 1                     |